# دانیل ویلچینسکی
دانیل ویلچینسکی (انگلیسی: Daniel Wilczynski؛ زادهٔ ۲۴ اوت ۱۹۵۶) بازیکن فوتبال است.